# Charles Gueboguo
Charles Gueboguo, né le 23 mars 1979, est un universitaire et auteur camerounais, professeur de littérature comparée à l'université du Michigan (États-Unis).

## Biographie
Diplômé en sociologie, Charles Gueboguo a été en 2007 attaché d'enseignement et de recherche à l'université de Yaoundé I. Il s'intéresse à la recherche sur les homosexualités en Afrique et au virus du sida.
Il est aussi diplômé en littérature comparée de l'université du Michigan. Il y enseigne cette discipline et ses cours sont très appréciés de ses étudiants et étudiantes qui les évaluent à un niveau d'enseignement excellent.
En 2015, il est interrogé par le journaliste du Monde Raoul Mbog au sujet des contrats d'édition de la maison L'Harmattan, connue pour son catalogue accueillant de nombreuses publications de textes africains. Il y témoigne de sa propre expérience en tant que doctorant camerounais souhaitant voir sa thèse publiée : il estime avoir dû débourser plus de 1 700 € en deux ans entre autres pour mettre son travail aux normes de pré-édition exigée par l'éditeur et pour l'achat rendu obligatoire par le contrat de 50 exemplaires de son propre ouvrage à plein tarif et affirme, en raison de la politique éditoriale des 0% en dessous d'un certain seuil de vente, n'avoir en presque dix ans jamais reçu le moindre droit d'auteur sur ses ventes.

### Monographies
- Sida et homosexualité(s) en Afrique. Analyses des communications de prévention, Paris, L'Harmattan, coll. « Études Africaines », 2009, 258 p.  (ISBN 978-2-296-10179-1)
- La Question homosexuelle en Afrique. Le cas du Cameroun, Paris, L'Harmattan, coll. « Études Africaines », 2006, 188 p.  (ISBN 2-296-01563-8)

### Publications en collaboration
- Charles Gueboguo & Marc Epprecht, New Perspectives on Sexualities in Africa. Les sexualités africaines dans leurs nouvelles perspectives, in numéro spécial de la Revue Canadienne des Études Africaines / Canadian Journal of African Studies, Vol. 43, no 1, 2009.